# Бермери
Бермери (фр. Bermeries) насеље је и општина у североисточној Француској у региону Север-Па д Кале, у департману Север која припада префектури Авне сир Елп.
По подацима из 2011. године у општини је живело 397 становника, а густина насељености је износила 75,05 становника/km². Општина се простире на површини од 5,29 km². Налази се на средњој надморској висини од 126 метара (максималној 153 m, а минималној 113 m).

## Демографија
| 1962. | 1968. | 1975. | 1982. | 1990. | 1999. | 2011. |
| ----- | ----- | ----- | ----- | ----- | ----- | ----- |
| 249   | 252   | 236   | 307   | 318   | 305   | 397   |

График промене броја становника у току последњих година